# Diócesis de Cairns
La diócesis de Cairns (en latín: Dioecesis Cairnensis y en inglés: Roman Catholic Diocese of Cairns) es una circunscripción eclesiástica de la Iglesia católica en Australia. Se trata de una diócesis latina, sufragánea de la arquidiócesis de Brisbane. Desde el 6 de junio de 2024 su obispo es Joseph Caddy. 

## Territorio y organización

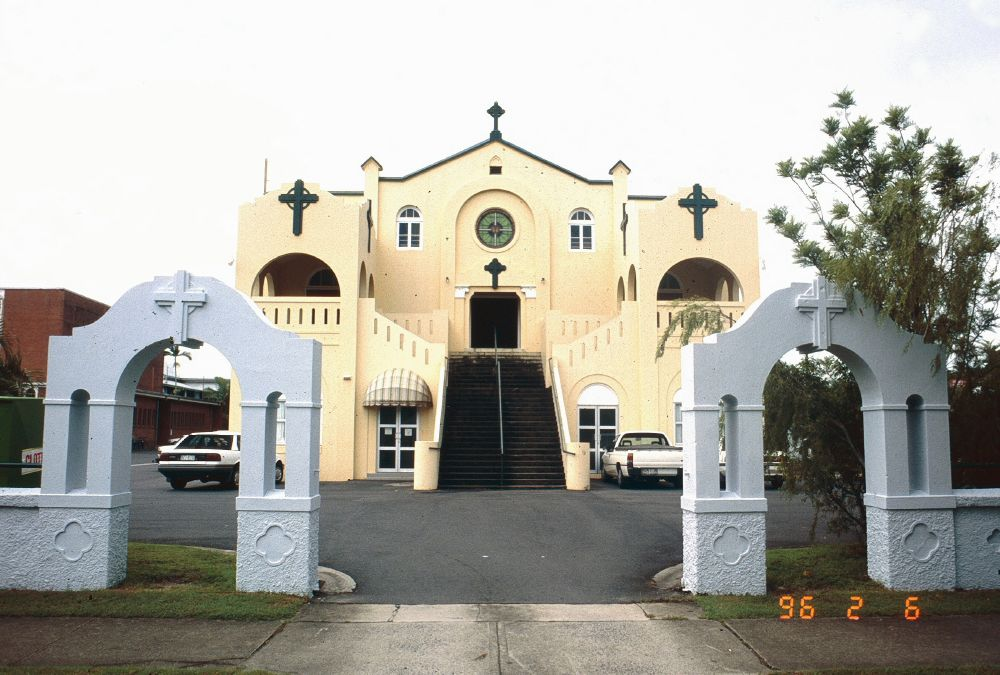
Excatedral de Santa Mónica, en Cairns

La diócesis tiene 380 748 km² y extiende su jurisdicción sobre los fieles católicos de rito latino residentes en la parte septentrional del estado de Queensland al norte del paralelo 18º sur.
La sede de la diócesis se encuentra en la ciudad de Cairns, en donde se hallan la Catedral de Santa Mónica y la excatedral de Santa Mónica.
En 2023 en la diócesis existían 23 parroquias.

## Historia
El vicariato apostólico de Queensland fue erigido el 30 de enero de 1877 mediante el breve Iamdiu factum del papa Pío IX, obteniendo el territorio de la diócesis de Brisbane (hoy arquidiócesis).
Los comienzos del vicariato apostólico no fueron fáciles, los misioneros italianos que se sucedieron hasta 1884 encontraron la oposición de los laicos locales, que eran en su mayoría de origen irlandés. Los desacuerdos culminaron en la interdicción con la que en noviembre de 1883 el vicario apostólico Paolo Fortini golpeó la ciudad de Herberton, que sigue siendo el único caso de interdicción en Australia.
Posteriormente, el vicariato apostólico se encomendó a los agustinos irlandeses, que supieron hacer frente a la escasez del clero con religiosos de su propia orden procedentes del extranjero.
El 10 de mayo de 1887 extendió su territorio hacia el oeste y al mismo tiempo asumió el nombre de vicariato apostólico de Cooktown mediante el breve Ecclesiae universae del papa León XIII.
El 8 de julio de 1941, mediante la bula Ad dioecesis gradum del papa Pío XII, la sede fue trasladada de Cooktown a Cairns, el vicariato apostólico fue elevado a diócesis y tomó su nombre actual.
El 14 de febrero de 1967 mediante el decreto Cum ad disciplinae de la Congregación de Propaganda Fide recibió las islas del estrecho de Torres separadas de la diócesis de Darwin.
El 28 de mayo de 1967 se colocó la primera piedra de la nueva catedral, que fue consagrada el 8 de julio de 1968.

## Estadísticas
Según el Anuario Pontificio 2024 la diócesis tenía a fines de 2023 un total de 71 700 fieles bautizados.
| Año                                                                             | Población            | Población | Población      | Sacerdotes | Sacerdotes    | Sacerdotes    | Bautizados por sacerdote | Diáconos permanentes | Religiosos | Religiosos | Parroquias |
| Año                                                                             | Bautizados católicos | Total     | % de católicos | Total      | Clero secular | Clero regular | Bautizados por sacerdote | Diáconos permanentes | Varones    | Mujeres    | Parroquias |
| ------------------------------------------------------------------------------- | -------------------- | --------- | -------------- | ---------- | ------------- | ------------- | ------------------------ | -------------------- | ---------- | ---------- | ---------- |
| 1950                                                                            | 15 000               | 51 000    | 29.4           | 25         | 1             | 24            | 600                      |                      | 17         | 101        | 14         |
| 1959                                                                            | 27 500               | 85 000    | 32.4           | 30         | 19            | 11            | 916                      |                      | 25         | 137        | 19         |
| 1966                                                                            | 30 500               | 92 000    | 33.2           | 37         | 27            | 10            | 824                      |                      | 32         | 144        | 23         |
| 1970                                                                            | 32 000               | 101 875   | 31.4           | 33         | 26            | 7             | 969                      |                      | 27         | 138        | 24         |
| 1980                                                                            | 36 000               | 129 319   | 27.8           | 33         | 27            | 6             | 1090                     |                      | 23         | 120        | 24         |
| 1990                                                                            | 52 000               | 170 000   | 30.6           | 34         | 27            | 7             | 1529                     |                      | 15         | 91         | 25         |
| 1999                                                                            | 59 535               | 228 400   | 26.1           | 33         | 30            | 3             | 1804                     |                      | 11         | 51         | 22         |
| 2000                                                                            | 59 529               | 228 335   | 26.1           | 31         | 28            | 3             | 1920                     |                      | 11         | 50         | 24         |
| 2001                                                                            | 59 529               | 228 335   | 26.1           | 30         | 27            | 3             | 1984                     |                      | 12         | 48         | 24         |
| 2002                                                                            | 59 529               | 228 335   | 26.1           | 29         | 26            | 3             | 2052                     |                      | 12         | 46         | 24         |
| 2003                                                                            | 59 529               | 228 335   | 26.1           | 26         | 24            | 2             | 2289                     |                      | 11         | 46         | 24         |
| 2004                                                                            | 59 912               | 235 396   | 25.5           | 29         | 28            | 1             | 2065                     |                      | 10         | 42         | 24         |
| 2006                                                                            | 59 912               | 235 396   | 25.5           | 28         | 27            | 1             | 2139                     |                      | 6          | 38         | 24         |
| 2013                                                                            | 62 260               | 259 346   | 24.0           | 26         | 20            | 6             | 2394                     | 3                    | 17         | 32         | 23         |
| 2016                                                                            | 65 391               | 272 124   | 24.0           | 40         | 29            | 11            | 1634                     | 5                    | 17         | 29         | 23         |
| 2019                                                                            | 68 510               | 285 135   | 24.0           | 24         | 14            | 10            | 2854                     | 7                    | 17         | 21         | 23         |
| 2021                                                                            | 70 535               | 293 700   | 24.0           | 21         | 14            | 7             | 3358                     | 7                    | 13         | 19         | 23         |
| 2023                                                                            | 71 700               | 298 540   | 24.0           | 23         | 17            | 6             | 3117                     | 6                    | 12         | 17         | 23         |
| Fuente: Catholic-Hierarchy, que a su vez toma los datos del Anuario Pontificio. |                      |           |                |            |               |               |                          |                      |            |            |            |

## Episcopologio
- Tarquinio Tanganelli † (mayo de 1878-octubre de 1878 renunció)
- Giovanni Cani † (1878-3 de enero de 1882 nombrado obispo de Rockhampton)
- Paolo Fortini † (12 de febrero de 1882-enero de 1884 renunció)
- John Hutchinson, O.S.A. † (15 de enero de 1884-28 de octubre de 1897 falleció)
- James Dominic Murray, O.S.A. † (29 de marzo de 1898-21 de febrero de 1914 falleció)
- John Heavey, O.S.A. † (3 de mayo de 1914-12 de junio de 1948 falleció)
- Thomas Vincent Cahill † (11 de noviembre de 1948-13 de abril de 1967 nombrado arzobispo coadjutor de Camberra y Goulburn)
- John Ahern Torpie † (14 de septiembre de 1967-5 de agosto de 1985 retirado)
- John Alexius Bathersby † (17 de enero de 1986-3 de diciembre de 1991 nombrado arzobispo coadjutor de Brisbane)
- James Foley (16 de julio de 1992-21 de agosto de 2022 renunció)
- Joseph Caddy, desde el 6 de junio de 2024